# Széman Péter
Széman Péter László (Kolozsvár, 1949. november 8. –) tüdőgyógyász főorvos, a szilágysomlyói tüdőgondozó volt osztályvezetője, a helyi RMDSz alapító tagja, a Báthory István Alapítvány (2022-ig) és az Erdélyi Magyar Közművelődési Egyesület elnöke (2013–2025).  
Általános és középiskoláit Kolozsváron végezte, 1967-ben érettségizett a Brassai Sámuel Elméleti Líceumban.

## Családja
Nős, felesége Széman Rózsa (a Szilágysomlyó és környéke EMKE elnöke és egyben a Magyar Ház vezetője 2013 áprilisától), a Játékkuckó játszóház és a BIA Szederinda citeracsoportjának vezetője. Két lányuk (Emese Rózsa, Csilla Erika) van.

## Szakmai életrajz
Szülővárosa Brassai Sámuel líceumában érettségizett, majd 1974-ben diplomázott a kolozsvári Orvostudományi Intézet általános orvosi fakultásán. Egy kis szilágysági faluba, Zalhára került körorvosnak.
1976-ban sikeresen vizsgázott és tüdőgyógyász rezidens lett, a kurzusokat a kolozsvári Tüdőgyógyász Klinikán (1977–78) és a bukaresti „Marius Nasta” Pulmonológiai Intézetben (1979) végezte, ahol a szakvizsga letétele után megkapta kinevezését a Szilágysomlyói Tüdőgondozóba mint szakorvos.
1991-ben sikeres tüdőgyógyász főorvosi vizsgát tett Kolozsváron. 1990–1995 között a szilágysomlyói 420 ágyas városi kórház igazgatója, 1993–96 között megyei tüdőgyógyász. 2009-ben a kórház orvos-igazgatója.
1994–1998 között a Román Orvosi Kollégium (kamara) országos testületében vett részt mint Szilágy megyei küldött. 1998–2002 között a megyei orvosi kamara elnökségi tagja, 2002–2012 között a kamara etikai bizottságának tagja.

## Tudományos dolgozatok
Szakdolgozatokkal jelentkezett romániai és magyarországi pulmonológiai konferenciákon, valamint a Magyar Egészségügyi Társaság és az EME évente megrendezett tudományos ülésein. Több tudományos ismeretterjesztő cikke jelent meg helyi és országos napi- és hetilapokban. Szakmai dolgozatai jelentek meg a Román és Magyar Tüdőgyógyász Társaság szaklapjában, az EME Orvostudományi Értesítőjében, valamint a magyarországi Kórház c. szaklapban.

## Civil tevékenységek, közszféra
Aktívan részt vett a romániai és magyarországi civil szféra kialakításában. Újraalakulása óta tagja az EMKE-nek, 2008 óta az országos elnökség tagja, 2012-től partiumi alelnöke, 2013 júliusától elnöke. A 2024-es tisztújító közgyűlésen a közgyűlés újabb négy évre bizalmat szavazott neki, de a 2025. április 12-i éves közgyűlésen egészségi okok miatt lemondott erről a tisztségről.
Szintén újraalakítása óta tagja az Erdélyi Múzeum-Egyesület Orvostudományi és Gyógyszerészeti Szakosztályának, ahol 1996 óta választmányi tag is. Az EME szilágysomlyói fiókszervezetének elnöke 1998 óta, 2002-től a Múzeum-Egyesület választmányi ülésein ilyen minőségében vesz részt; 2012 óta képviseli az orvostudományi szakosztályt is. Megalakulása óta tagja a Kelemen Lajos Műemlékvédő Társaságnak. Alapító tagja a Báthory István Alapítványnak, melynek elnöke (1992–94), alelnöke (1994–97), majd ismét elnöke (1997–2022) volt, 2022-től pedig tiszteletbeli elnöke. Szintén alapító tagja (1993) a budapesti székhelyű Magyar Egészségügyi Társaságnak, melynek elnökségi tagja 1999 óta, 2005-től erdélyi területi felelős, 2007–2011 között Kárpát-medencei alelnök, 2011-től ismét erdélyi területi felelős.
1990–96, valamint 2000–2004 között városi tanácsos, második városi tanácsosi mandátuma alatt a város területrendezési bizottságának elnöke. 1996–2000, valamint 2004–2008 között megyei tanácsos volt, második mandátumában a Művelődési, Egészségügyi, Szociális bizottság elnöke.
Publicisztikai írásai jelentek meg a Szilágyság, Szabadság, Albertirsai híradó stb. folyóiratokban, valamint a Báthory Napok programfüzeteiben. Tematikus írásai jelentek meg gyűjteményes kötetekben (10 Éves a Segítő Jobb Alapítvány, A 750 éves Szilágysomlyó, Maturandus, Tízéves a Magyar Egészségügyi Társaság stb.).
2013-ban megjelent önálló kötetének címe A szilágysomlyói Báthory István Alapítvány első 20 éve. 2017-ben, a Báthory Alapítvány 25 éves évfordulójára megjelent az előző kötet kibővített, következő kiadása, az ... és még öt év. A szilágysomlyói Báthory István Alapítvány negyedszázada címmel.

## Konferenciák szervezése
Félszáznál több tudományos konferencián volt fő- vagy társszervező.
1994 óta évente orvosi továbbképzőket szervez Szilágysomlyón, melynek keretében 1998-ban először találkozott a román és a magyar egészségügyi miniszter, hasonló találkozóra került sor újból 2010-ben. 2013-ban megszervezte a 20. konferenciát, melyet 2003 óta kreditponttal jutalmaz a Román Orvosi Kollégium. Az évek során néhány konferenciát nem Szilágysomlyón szerveztek: 2012-ben Nagyváradon, 2014-ben Kolozsváron, 2017-ben Szatmárnémetiben, 2019-ben Szilágycsehben, 2021-ban Zilahon, 2022-ben Kolozsváron a BBTE-n, 2023-ban Válaszúton a Kallós Zoltán Alapítványnál, 2024-ben, XXX. alkalommal pedig Nagyenyeden, a Bethlen Gábor kollégiumban került rá sor.
Szintén évente kerül megrendezésre az EME szilágysomlyói és zilahi fiókszervezetének a Szilágyságkutatás Napja c. konferenciája (2023-ban a XX. alkalommal).
1996-ban az EME újraalakulása után megtartott, eddig egyetlen teljes vándorgyűlést (mindegyik szakosztály képviselte magát tudományos dolgozatokkal) szervezte meg Szilágysomlyón. 1999-ben az egyik fő rendezője volt a Magyar Egészségügyi Társaság és az Erdélyi Múzeum-Egyesület által Kolozsváron rendezett tüdőgyógyász konferenciának. (Ez volt 1942 óta az első magyar nyelvű orvosi konferencia Kolozsváron).
2001-ben az EME Orvostudományi Szakosztályának XI. tudományos ülését szervezte Zilah–Szilágysomlyó helyszínnel. 2003-ban társszervezője volt a Kolozsváron megrendezett Kárpát-medencei Egészségügyi Szakdolgozók IV. Nemzetközi Konferenciájának, melynek címe A hospice ellátás jelene és lehetőségei a Kárpát-medencében volt. 2001-ben, 2002-ben és 2005-ben társszervező a Vajdahunyadon tartott MET orvostovábbképzőn, 2015-ben az EME Orvostudományi Szakosztálya által szervezett XXV. tudományos ülésszakon.
2007-ben főszervezője a Szőlőtermelés és borkereskedelem c. EME-konferenciának, mely a Debreceni Egyetem Történelmi Intézetével közösen került megrendezésre.
2010-ben társszervezője a Szatmárnémetiben megrendezett Dr. Nagy Béla emlékülésnek.
Több mint 20 pedagógus-konferencia szervezője, amelyből több közös orvos-pedagógus továbbképző konferencia volt.

## Politikai tevékenység
1989 decemberében részt vett a megyei RMDSz megalakulásában, majd 1990 januárjában a helyi (szilágysomlyói) szervezet megalakításában. 1990–1999 között a Szilágysomlyó városi szervezet politikai alelnöke, 2000–2005 között ügyvezető alelnöke volt. 1994-től az RMDSz Szilágy Megyei Képviselők Tanácsának tagja, 1996–2012 között a Szilágy megyei MKT elnöke; 2013-tól a Kolozs megyei MKT tagja. 2012-2013-ban a Kulturális Autonómia Tanács (KAT) Partium – Bánság – Szilágy területi alelnöke.

## Szakmai és közéleti elismerések, kitüntetések
- 2000 – A testvérvárosi kapcsolatok példás ápolásáért – Szabolcs-Szatmár-Bereg megyei tanács emlékérme
- 2000 – 50 éves a magyar szervezett vérellátás emlékérem
- 2002 – Fadrusz János-emlékplakett
- 2003 – 10 éves a Magyar Egészségügyi Társaság emlékérem
- 2007 – Gróf Mikó Imre-emléklap és -plakett (EME)
- 2007 – A Kő marad – 15 éves a Báthory István Alapítvány
- 2008 – Kún Kocsárd-díj (EMKE)
- 2008 – Petri Mór-díj és emlékplakett – EME Zilahi Fiókszervezete
- 2009 – 150 éves az EME – gr. Mikó Imre-emlékérem
- 2009 – 20 éves a Szilágysági RMDSZ emlékplakett
- 2010 – EME alapító tagsági díszoklevél
- 2010 – Németh László-érdemérem – Magyar Egészségügyi Társaság
- 2013 – a román Kulturális Minisztérium Szilágy megyei Kulturális Igazgatóságának érdemoklevele (a Báthory István Alapítványban kifejtett tevékenységéért)
- 2013 – Nyírbátor 40 éve város – emlékérem a testvérvárosi kapcsolatok ápolásáért
- 2013 – Ezüstfenyő díj
- 2017 – Wesselényi-díj
- 2018 – Magyar Kultúra Lovagja
- 2019 – Andrásofszky Barna-emlékérem (MET)
- 2019 – Magyar Arany Érdemkereszt
- 2019 – Fényes Elek-emlékérem (Partiumi és Bánsági Műemlékvédő és Emlékhely Bizottság)
- 2022 – a pécsi Határokon Túli Magyarságért Alapítvány Díszoklevele, fennállásuk 30 éves évfordulóján
- 2022 – Díszoklevél (Romániai Magyar Pedagógudok Szövetsége 30 éves fennállásán)
- 2023 – Csőgör Lajos-díj (EME Orvos- és Gyógyszerésztudományi Szakosztály)
- 2025 – Kolozsvár Büszkesége díj (Kolozsvár Társaság)[6]

2019-ben, 70. születésnapján családi, baráti körben köszöntötték a Kolozsvári Magyar Főkonzulátus rendezvénytermében Széman Pétert. Munkássága elismeréseként Az egyéntől a közösségig. Köszöntőkötet a hetvenéves dr. Széman Péter tiszteletére címmel állítottak össze kötetet (Kolozsvár, Kriterion–EMKE, 2020.).